# ミス・モンテ・クリスト
『ミス・モンテ・クリスト』（原題：미스 몬테크리스토）は、韓国放送公社 (KBS) で2021年に放送された韓国のテレビドラマ。100話。

## 概要
今まで信じていた親友に裏切られ命を狙われるも生き返り復讐に燃える女性の物語である。2021年2月15日から7月2日まで「KBS2連続ドラマ」として放送された。

## 出演

### 主要人物
コ・ウンジョ/ファン・ガフン：イ・ソヨン
主人公。帝王ファッション総括チーム長。「東大門完売の女神」と呼ばれるデザイナー。起業家の父を見て育ちデザイナーになる夢を抱きながら世間知らずの母と知的障害者の弟の面倒を見ていた。
オ・ハラ：チェ・ヨジン
女優。帝王グループ財閥の娘でウンジョの元親友。
チャ・ソニョク：キョン・ソンファン
帝王グループ戦略企画部本部長。
オ・ハジュン：イ・サンポ
帝王グループ専務理事。オ・ハラの異母兄。

### コ・ウンジョ/ファン・ガフンの家族・関連人物
コ・サンマン：チョ・スンホ
ウンジョの父。
ペ・スンジョン：キム・ミラ
ウンジョの母。
コ・ウンギョル：ハン・ギユン
ウンジョの弟。
ファン・ジナ：オ・ミヒ
ファン・ガフンの母。ファイプファンド代表。
ワン・トンジョ：イ・ヤン
ファン・ジナの秘書。
シン・トッキュ：ソ・ジウォン

### オ・ハラの家族・帝王グループ関連人物
チュ・セリン：イ・ダヘ
オ・ビョンウク：イ・ファンフィ
クム・ウンファ：キョン・オク
ハン・ヨンエ：ソヌ・ヨンヨ
チャ・フン：チャン・ソニュル
パク・ボンスン：キム・ヘラン

### チャ・ソニョクの家族・関連人物
ユン・チョシム：イ・ミヨン
チャ・ボミ：イ・ヘラン

### チュ・セリンの家族・関連人物
チュ・テシク：クォン・オヒョン
ナ・ウクト：アン・ヒソン

## スタッフ
- 演出：パク・ギホ
- 脚本：チョン・ヘウォン
- 制作：KBS、 UBICULTURE、 MAY QUEEN PICTURES

## 日本での放送
日本での放送は2021年4月7日から9月23日までCSチャンネル・KBSワールドで放送された。
2022年4月1日から5月18日までCSチャンネル・フジテレビTWOで放送される。
2023年2月23日、BS12で放送される。